# La Douze
Douze – miejscowość i gmina we Francji, w regionie Nowa Akwitania, w departamencie Dordogne.
Według danych na rok 1990 gminę zamieszkiwało 866 osób, a gęstość zaludnienia wynosiła 38 osób/km² (wśród 2290 gmin Akwitanii Douze plasuje się na 485. miejscu pod względem liczby ludności, natomiast pod względem powierzchni na miejscu 437.).